# Arnold Hughes Eagleton Reading
Arnold Hughes Eagleton Reading, britanski general, * 3. april 1896, Heilbron, Južna Afrika, † 4. januar 1975, Sellick's Green, Taunton, Somerset, Anglija.